# 島本了愛
島本 了愛（しまもと のりえ、1974年 - ）は、日本の作家、エッセイスト。一般社団法人waiwai 代表理事。東京都出身。通称「ai」。

## 来歴
10歳のとき「みんながやりたいことをして、自分もみんなも幸せに生きる方法を見つける！」と決め、30歳でその答えを見つける。独学でその答えの気付きにいたり、循環の法則®、引力の法則を体系化した。以来、それらを活用して幸せに生きる方法を、著書やワークショップ、講演会など、数々のイベントを通し実践的に伝えている。
2012年11月　ジュエリーブランド Aim 始動。

2014年2月　一般社団法人waiwai  設立。

活動履歴

エナジーボディーワークセッション・カウンセリング・トークライブ・各種ワークショップ（ヨガリトリート・断食、腸内洗浄合宿・レバーフラッシュ合宿・瞑想会・オシャレ変身 ハピプロ・ハピメイク）

## 著書
- 『ココロを開くアイコトバ LOVE YES PEACE』 2009年 春秋社 ISBN 978-4-393-36506-9
- 『あなたのハートの磨き方 幸せの奥義「思いやり」5つのレッスン』 2011年 春秋社 ISBN 978-4-393-36518-2
- 『本気で愛されて、結婚する２４の魔法』　2013年 学研パブリッシング ISBN 978-4-05-405629-9
- 『幸運を引き寄せて離さない「循環の法則」と「引力の法則」』　2013年 PARCO出版 ISBN 9784865060140